# Herten (Niederlande)
Herten (limburgisch Herte) ist ein Ort und eine ehemals selbständige Gemeinde, die am 1. Januar 1991 zur Stadt Roermond eingemeindet wurde.
Herten bildet zusammen mit Swalmen, Asenray, Leeuwen, Maasniel, Ool und Roermond die Stadt Roermond.
In Herten steht der Radio- und Fernsehturm Roermond.

## Geschichte
In vorchristlichen Zeiten lag in Herten eine Kultstätte des Thor, an die bis heute der Donderberg erinnert.
Herten gehörte zum Oberquartier Obergeldern und war nacheinander spanisch, österreichisch und belgisch. In der Franzosenzeit gehörte es zum belgischen Departement Nedermaas.
Im Jahre 1968 konnte das Dorf sein tausendjähriges Bestehen feiern.

## Einrichtungen
Herten hat eine Gemeindekirche zum Heiligen Michael. Die Kirche wurde 1954 nach einem Entwurf des Architekten H. W. Valk errichtet. Sie hatte zahlreiche Vorgängerbauten, die vor allem durch Kriege zerstört wurden.
Weiter verfügt Herten über eine Katholische und eine öffentliche Grundschule, einen Supermarkt, Geschäfte (darunter ein Bäcker und ein Metzger), eine Sporthalle, eine Bank und einen Yachthafen. Der Fußballklub SHH kommt ebenfalls aus Herten.

## Oolderveste
In der Nähe von Herten wurde das Wohngebiet Oolderveste angelegt. Es besteht aus 875 Wohnungen, die bis 2010 gebaut wurden. Es ist unterteilt in die vier Teilgebiete Het Ommeland, De Veste, Bos en Lommer und Wonen aan het water.
Gegen die Errichtung des Wohngebietes gab es jahrelange Anwohnerproteste aus Herten und Merum. Die Anwohner befürchteten die Überlastung der dörflichen Infrastruktur.

## Politik

### Sitzverteilung im Gemeinderat
Bis zur Auflösung der Gemeinde ergab sich seit 1982 folgende Sitzverteilung:
| Partei              | Sitze | Sitze |
| Partei              | 1982  | 1986  |
| ------------------- | ----- | ----- |
| CDA                 | 3     | 4     |
| Lijst Dolmans       | 3     | 3     |
| Progressief Akkoord | 2     | 2     |
| VVD                 | —     | 2     |
| Hertens Belang      | 2     | —     |
| Lijst De Jong       | 1     | —     |
| Gesamt              | 11    | 11    |